# Bessières, Haute-Garonne
Bessières är en kommun i departementet Haute-Garonne i regionen Occitanien i södra Frankrike. Kommunen ligger i kantonen Montastruc-la-Conseillère som tillhör arrondissementet Toulouse. År 2022 hade Bessières 4 238 invånare.

## Befolkningsutveckling
Antalet invånare i kommunen Bessières
Referens:INSEE

## Monument

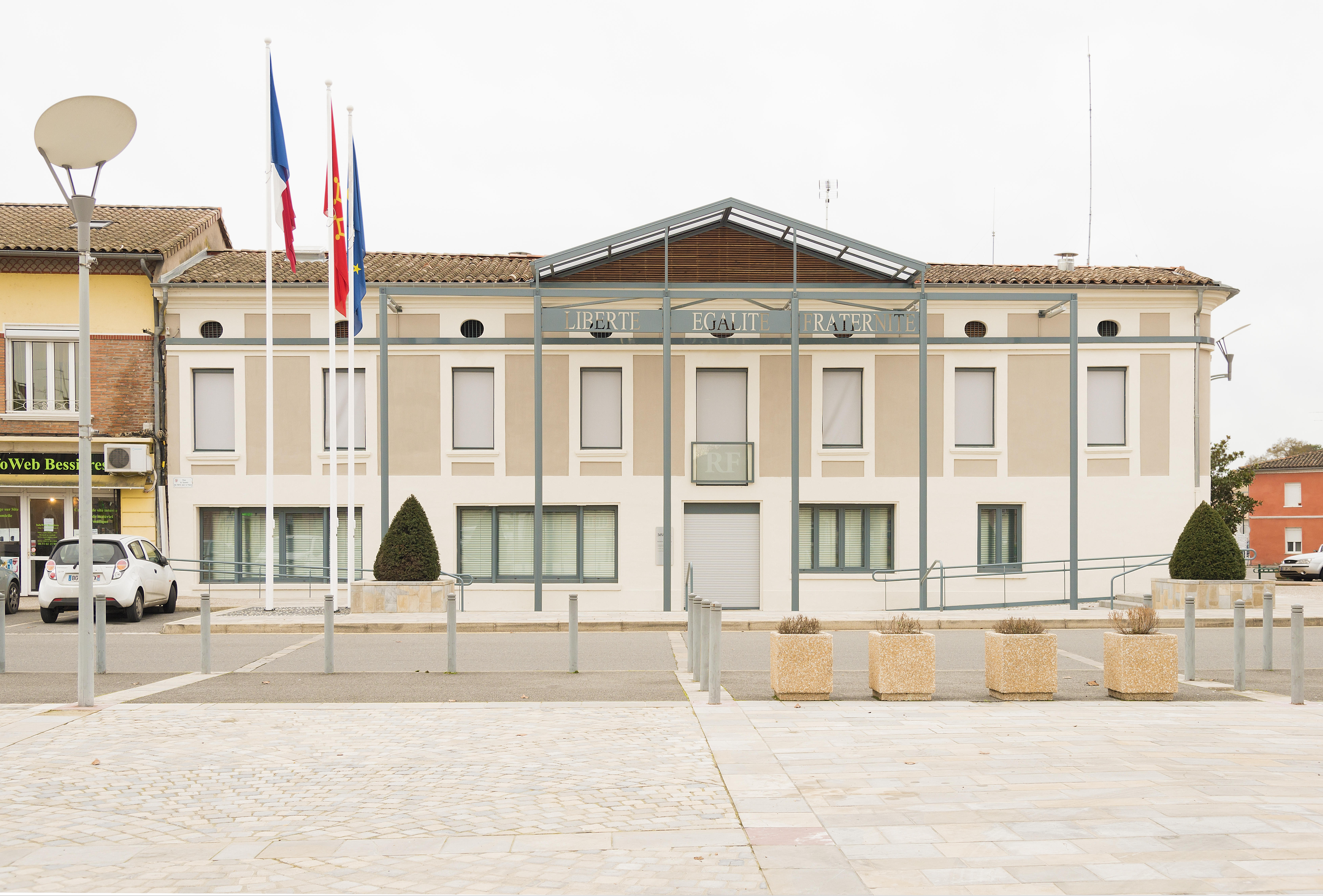
Rådhuset.
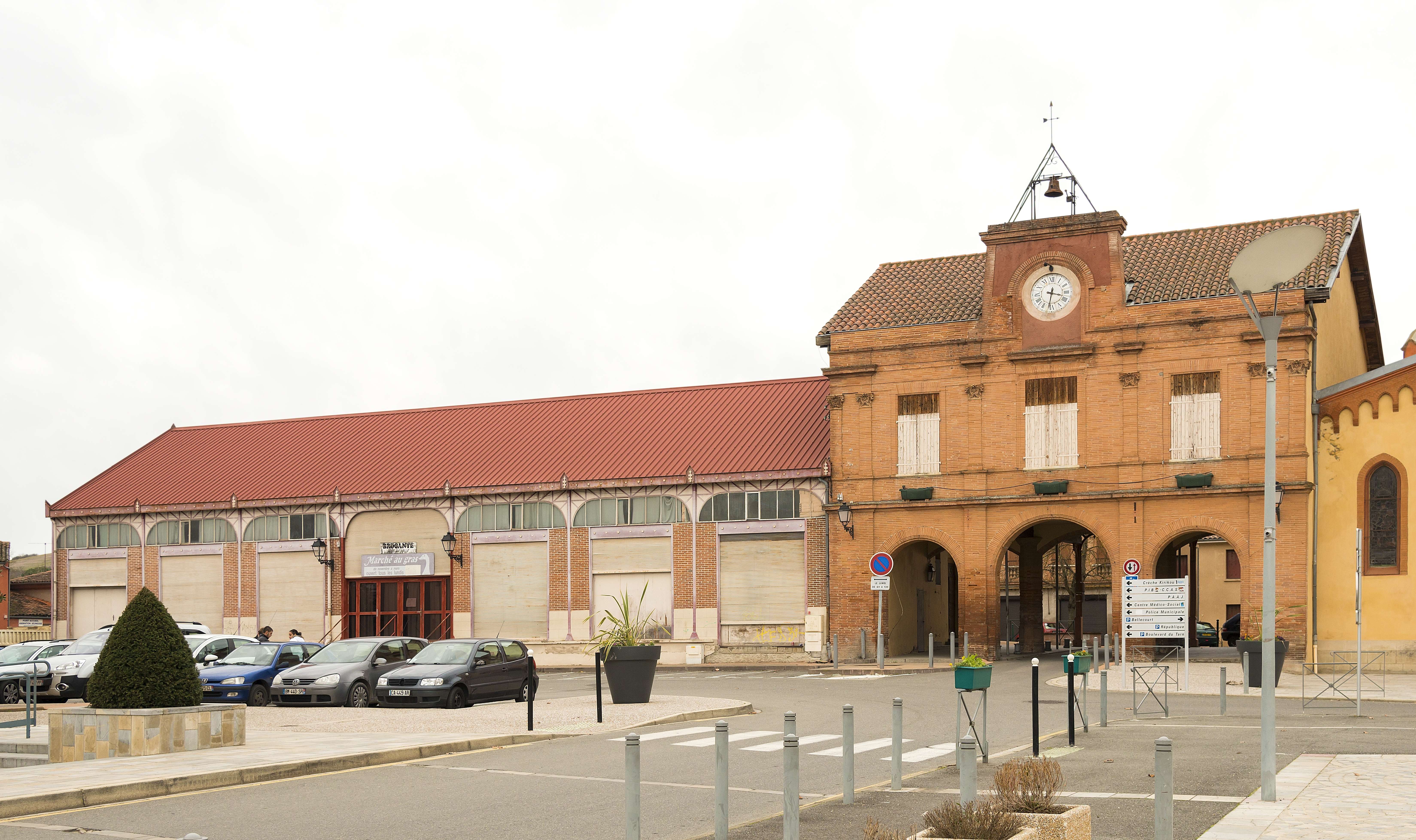
Marknadsdomstolen.
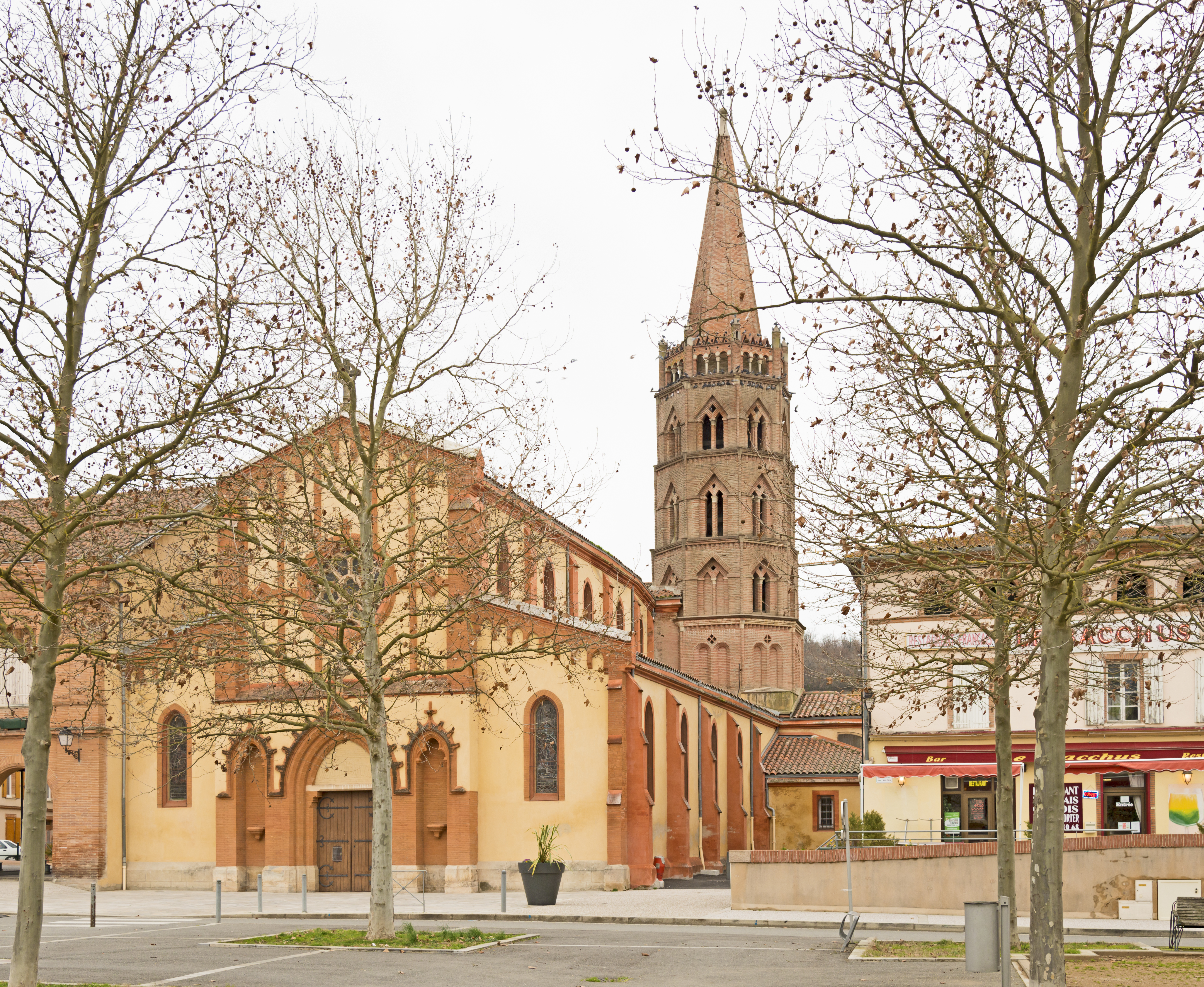
Kyrkan.
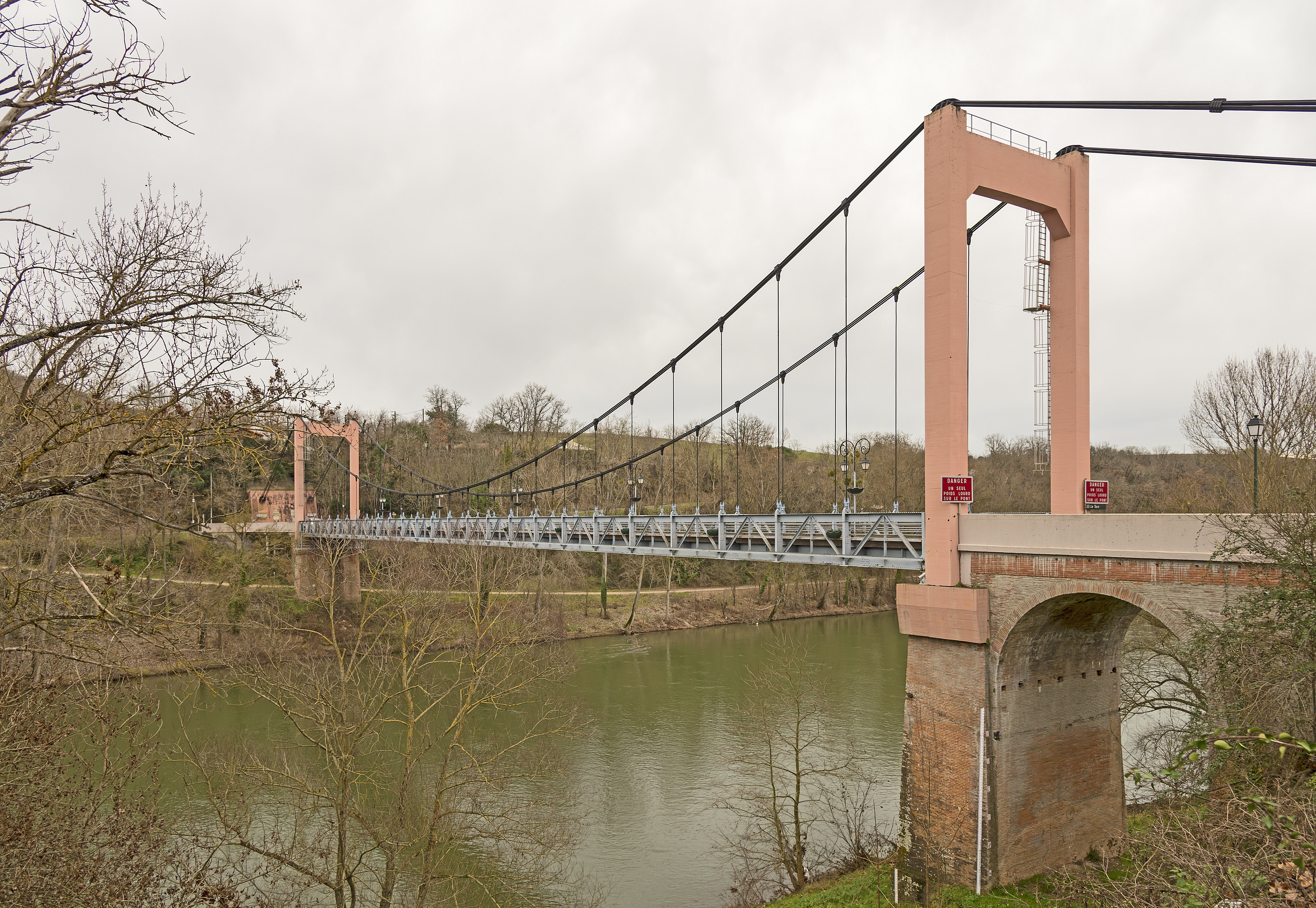
Bron.